# Camera (geslacht)
Camera is een geslacht van insecten uit de orde vliesvleugeligen (Hymenoptera) en de familie Ichneumonidae.

## Soorten
- C. californica Kasparyan & Ruiz-Cancino, 2005
- C. euryaspis (Cameron, 1885)
- C. taina Alayo & Tzankov, 1974
- C. thoracica (Szepligeti, 1916)